# Furacão Barry (2019)
O furacão Barry foi uma furacão de categoria 1 que foi o ciclone tropical mais chuvoso já registado no Arkansas e o quarto mais chuvoso da Luisiana. A segunda tempestade tropical ou subtropical e o primeiro furacão da temporada de furacões no Atlântico de 2019, Barry se originou como um vórtice convectivo de mesoescala sobre o sudoeste do Kansas em 2 de julho. O sistema acabou emergindo no Golfo do México a partir do Panhandle da Flórida em 10 de julho, após o que o National Hurricane Center (NHC) o designou como um potencial ciclone tropical. No início de 11 de julho, o sistema se desenvolveu em uma depressão tropical e fortaleceu-se em uma tempestade tropical naquele dia. O ar seco e o cisalhamento do vento causaram a maior parte da convecção, ou tempestades, a ser deslocada para o sul do centro. No entanto, Barry gradualmente se intensificou. Em 13 de julho, Barry atingiu seu pico de intensidade como furacão de categoria 1 com ventos sustentados de 1 minuto de 121 km/h (75 mph) e uma pressão central mínima de 993 mbar (29.3 inHg). Às 15:00 UTC, Barry fez seu primeiro landfall em Marsh Island, e outro landfall em Intracoastal City, Luisiana, ambas as vezes como uma furacão categoria 1. Barry enfraqueceu rapidamente após o desembarque, caindo para o status de depressão tropical em 15 de julho. A tempestade finalmente degenerou em um remanescente baixo sobre o norte do Arkansas no mesmo dia, posteriormente abrindo-se em uma depressão em 16 de julho. Os restos da tempestade persistiram por mais alguns dias, enquanto continuava seu movimento para o leste, antes de ser absorvido por outra tempestade frontal ao sul da Nova Escócia em 19 de julho.
Barry foi um dos quatro furacões a atingir a Luisiana como um furacão de categoria 1 no mês de julho, os outros sendo Bob em 1979, Danny em 1997 e Cindy em 2005. Numerosos alertas e avisos de tempestade tropical foram emitidos para Mississippi e Luisiana antes da tempestade. Vários estados declararam estado de emergência antes da tempestade. Embora Barry só produzisse ventos com a força de um furacão em uma pequena área da Luisiana, mais de 153.000 clientes perderam energia no estado. A grande circulação da tempestade produziu fortes chuvas em uma grande área, atingindo 595 mm (23.43 in) perto de Ragley, Luisiana, e 421 mm (16.59 in) perto de Dierks, Arkansas. O último valor foi a maior quantidade de chuva registada em Arkansas relacionada a um ciclone tropical. Muitas estradas, incluindo rodovias interestaduais, foram inundadas. Dezenas de resgates de água foram realizados em Luisiana e Arkansas, onde as enchentes foram as mais severas. Uma fatalidade foi atribuída a Barry na Flórida devido às correntes marítimas. Em partes do Nordeste dos Estados Unidos e Ontário, Canadá, fortes tempestades com os restos de Barry causaram 160.000 cortes de energia adicionais e geraram alguns tornados fracos. Os danos causados por Barry foram estimados em cerca de US $ 600 milhões (USD 2019).

## História meteorológica
As origens de Barry podem ser traçadas a um vórtice convectivo de mesoescala que se formou sobre o sudoeste do Kansas em 2 de julho. Em 5 de julho, o Centro de Previsão do Clima observou a possibilidade desse distúrbio interagir com um vale de baixa pressão sobre o sudeste dos Estados Unidos, eventualmente desencadeando a formação de uma área de baixa pressão sobre o Golfo do México. No dia seguinte, o Centro Nacional de Furacões (NHC) destacou uma baixa probabilidade de ciclogênese tropical enquanto o distúrbio ainda estava centrado bem no interior do Tennessee, antecipando que o sistema meteorológico seguiria para o norte do Golfo do México. Nos dias seguintes, o sistema se desviou para sudeste em direção à Geórgia, guiado por uma crista de nível baixo a médio a oeste. Em 8 de julho, o NHC avaliou uma alta probabilidade de um ciclone tropical se desenvolver devido às condições favoráveis no Golfo. Em 9 de julho, uma ampla área de baixa pressão saiu do Panhandle da Flórida e seguiu para o nordeste do Golfo do México, acompanhada por uma convecção dispersa. Moveu-se para sudoeste e curvou-se para oeste no lado leste do cume. Em 10 de julho, o NHC iniciou alertas sobre o sistema como Potencial Ciclone Tropical Dois, devido à ameaça que o sistema representava para os Estados Unidos. Naquela época, a área de baixa pressão estava experimentando algum cisalhamento do vento norte, que deveria diminuir. Temperatura da superfície do mar 30–31 °C (86–88 °F) permitiu que o sistema se organizasse gradualmente.

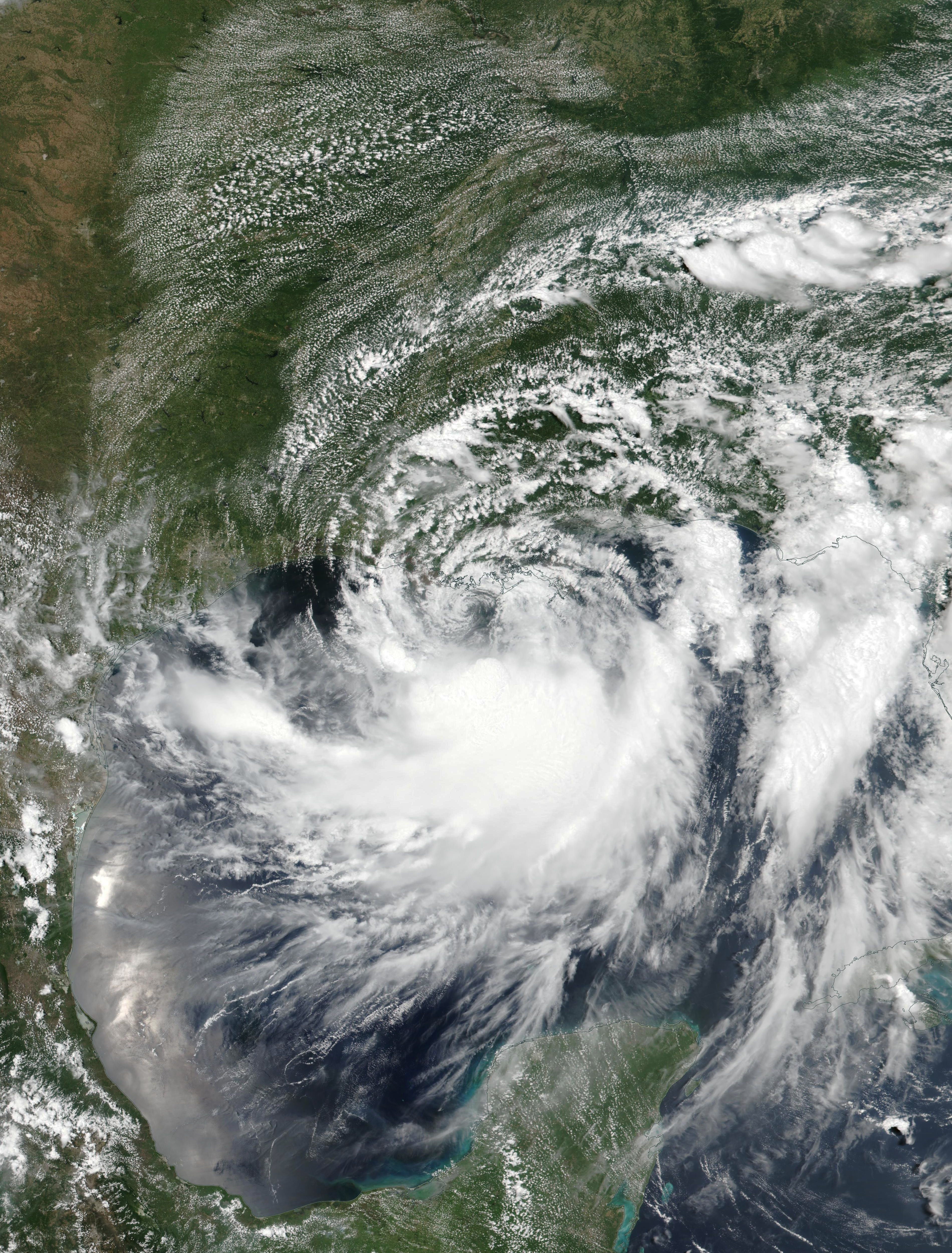
Barry intensificando sobre o Golfo do México em 12 de julho

Às 00:00 UTC em 11 de julho, o sistema se desenvolveu em uma depressão tropical de cerca de 200 mi (320 km) ao sul de Mobile, Alabama. A depressão intensificou-se na tempestade tropical Barry seis horas depois, à medida que a convecção aumentava para o sul da circulação do sistema. A convecção da tempestade se organizou em uma grande faixa de chuva ao sul de uma circulação alongada, embora o ar seco de nível médio e o vento norte impediram a formação de tempestades perto do centro. Em 12 de julho, dados de dois aviões de reconhecimento caçadores de furacões descobriram que Barry havia se intensificado rapidamente, com sua pressão central caindo. Devido a uma ligeira redução no cisalhamento na manhã de 13 de julho, o fluxo de saída da tempestade se expandiu e a formação de faixas aumentou. Barry atingiu o status de furacão Categoria 1 às 12:00 UTC naquele dia, com uma pequena área de ventos com força de furacão ocorrendo a leste do centro. Simultaneamente, a tempestade atingiu seu pico de intensidade, com uma pressão central mínima de 993 mbar (29.3 inHg). Às 15:00 UTC naquele dia, Barry atingiu o continente como uma furacão categoria 1 na Ilha Marsh, Luisiana. Barry foi um dos quatro furacões que atingiram a Luisiana com intensidade de categoria 1 no mês de julho, os outros sendo Bob em 1979, Danny em 1997 e Cindy em 2005.
A tempestade enfraqueceu rapidamente após o desembarque, caindo para o status de tempestade tropical no final de 13 de julho. Barry enfraqueceu ainda mais para uma depressão tropical às 00:00 UTC em 15 de julho logo ao sul da fronteira Luisiana-Arkansas. Às 12:00 UTC naquele mesmo dia, Barry degenerou em um remanescente baixo sobre o norte do Arkansas. O baixo remanescente continua girando e degenerando em uma depressão às 12:00 UTC um dia depois, no sul do Missouri. Nos dias seguintes, os remanescentes de Barry continuaram se movendo para o nordeste e depois para o leste, alcançando a Pensilvânia em 18 de julho e ligando-se a uma frente fria, e movendo-se ao largo da costa de Long Island no final daquele dia. Em 19 de julho, os restos de Barry foram absorvidos por outra tempestade extratropical ao sul da Nova Escócia.

## Preparativos

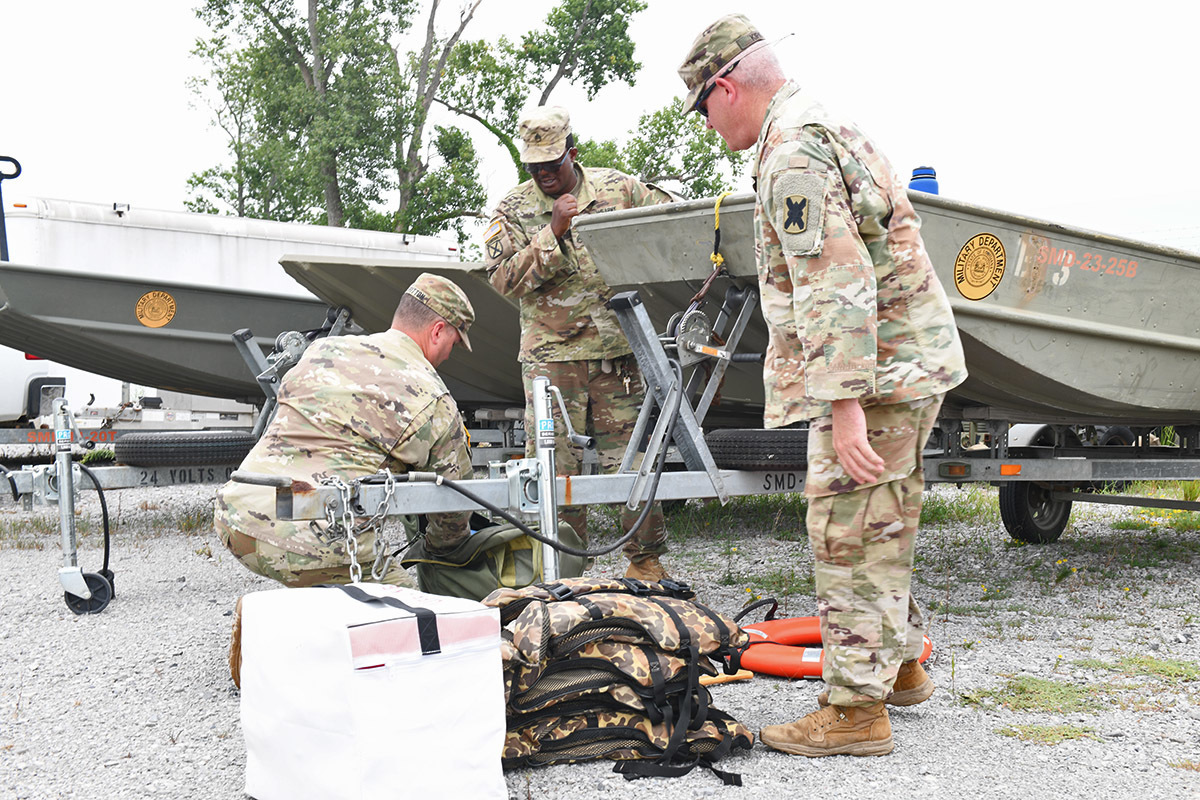
A Guarda Nacional da Luisiana se preparando para a chegada do furacão Barry

Em 10 de julho, o NHC começou a emitir vários avisos e alertas, incluindo um alerta de furacão para a costa da Luisiana de Cameron ao Delta do Rio Mississippi, um alerta de tempestade tropical do Delta do Mississippi à foz do Rio das Pérolas e um alerta de tempestade do foz do Rio das Pérolas para Morgan City, Luisiana. Depois que a perturbação se tornou uma tempestade tropical em 11 de julho, o NHC emitiu um alerta de tempestade tropical da foz do Rio Pérola para Morgan City, e uma tempestade tropical vigia a leste da fronteira Mississippi / Alabama, incluindo a área metropolitana de Nova Orleães, Lago Pontchartrain e Lago Maurepas. A agência também emitiu um alerta de tempestade da foz do rio Atchafalaya para Shell Beach, Luisiana. Na tarde de 11 de julho, o National Hurricane Center emitiu um alerta de furacão para a costa da Luisiana entre Intracoastal City e Grand Isle, Luisiana.

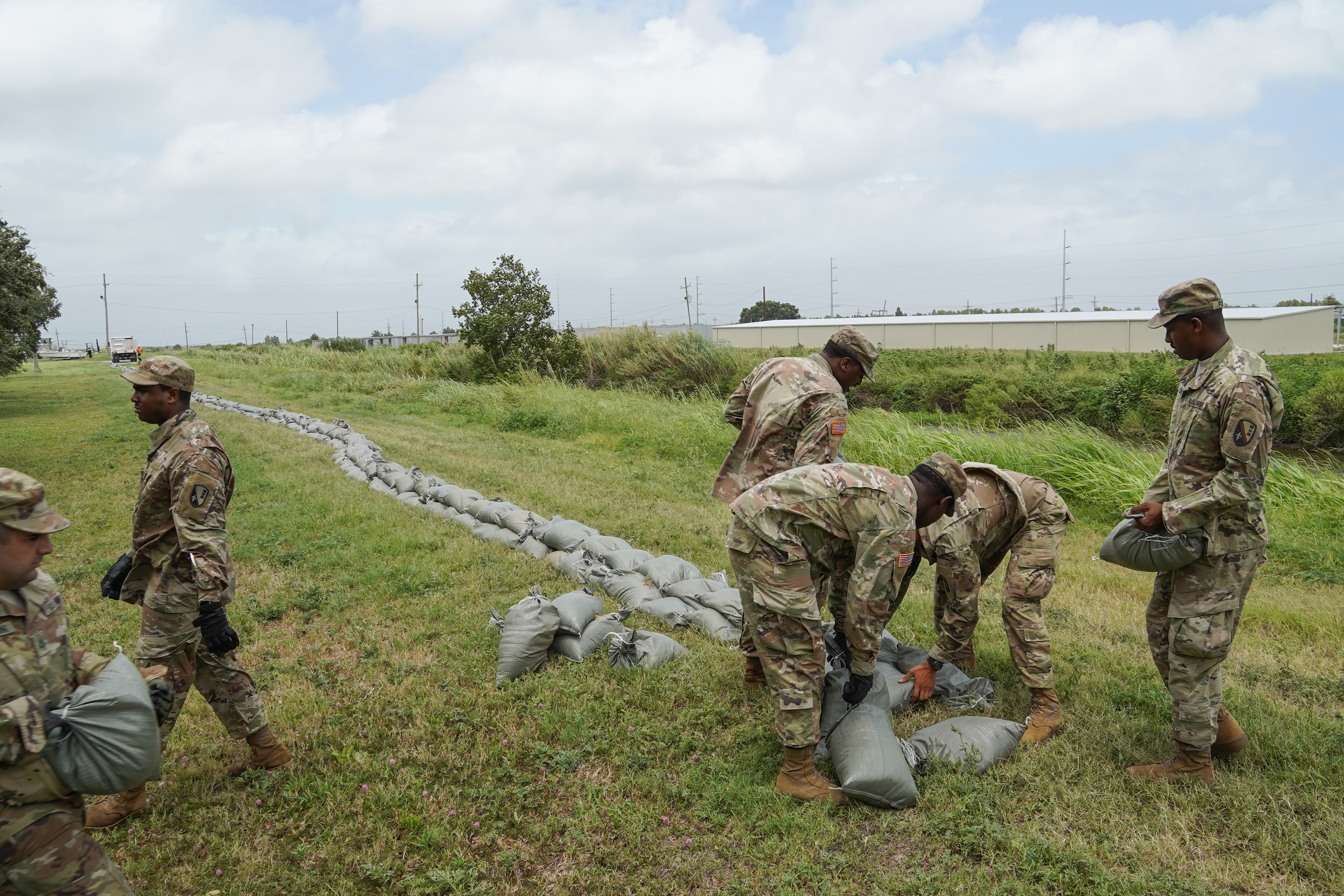
Guarda Nacional da Luisiana colocando sacos de areia ao longo de um dique em Port Sulphur, Luisiana

O Corpo de Engenheiros do Exército dos Estados Unidos temia que os diques fossem transbordados na paróquia de Plaquemines por uma tempestade e níveis historicamente altos de rios. Assim, foi ordenada uma evacuação obrigatória para a freguesia foi implementada na manhã de julho. 11, afetando aproximadamente 8.000-10.000 moradores. Uma ordem de evacuação foi emitida para áreas baixas de Jefferson Parish ; o prefeito de Grand Isle também emitiu uma evacuação obrigatória. Devido à ameaça de tempestade, o Carnival Valor mudou seu ponto de desembarque de Nova Orleães para Mobile, Alabama. A Royal Dutch Shell evacuou pessoal não essencial de suas plataformas de petróleo offshore no Golfo do México. O toque de recolher foi decretado em várias comunidades da Luisiana em cinco paróquias em 12 de julho. A prefeita de Nova Orleãns, LaToya Cantrell, pediu aos residentes que "abriguem no local", mas não ordenou evacuações, citando a categoria 3 status como o limite.
Em um período de 24 horas entre 10 e 11 de julho de 28 as paróquias emitiram declarações de emergência. Depois de declarar estado de emergência e implantar recursos de busca e resgate, governador da Luisiana, John Bel Edwards, solicitou uma declaração federal de desastre para todo o estado em 11 de julho, citando o potencial de inundações generalizadas;  o pedido foi atendido pelo presidente Donald Trump mais tarde naquele dia. Em 12 de julho, o secretário de Saúde e Serviços Humanos, Alex Azar, declarou uma emergência de saúde pública na Luisiana para se preparar para os impactos potenciais de Barry. Além de fazer essa declaração, o Departamento de Saúde e Serviços Humanos (HHS) trabalhou com a FEMA e posicionou aproximadamente 100 médicos e profissionais de saúde pública de várias agências e forneceu equipamentos médicos para equipes médicas. Em 12 de julho, o governador do Mississippi, Phil Bryant, declarou estado de emergência, alocando recursos estaduais para alívio da tempestade e ativando o centro de operações de emergência do estado. A Força-Tarefa de Busca e Resgate Urbano do Mississippi despachou duas equipes de resgate aquático de 12 pessoas para o condado de Pike e o acampamento Shelby para ajudar as unidades de emergência locais.

## Impacto

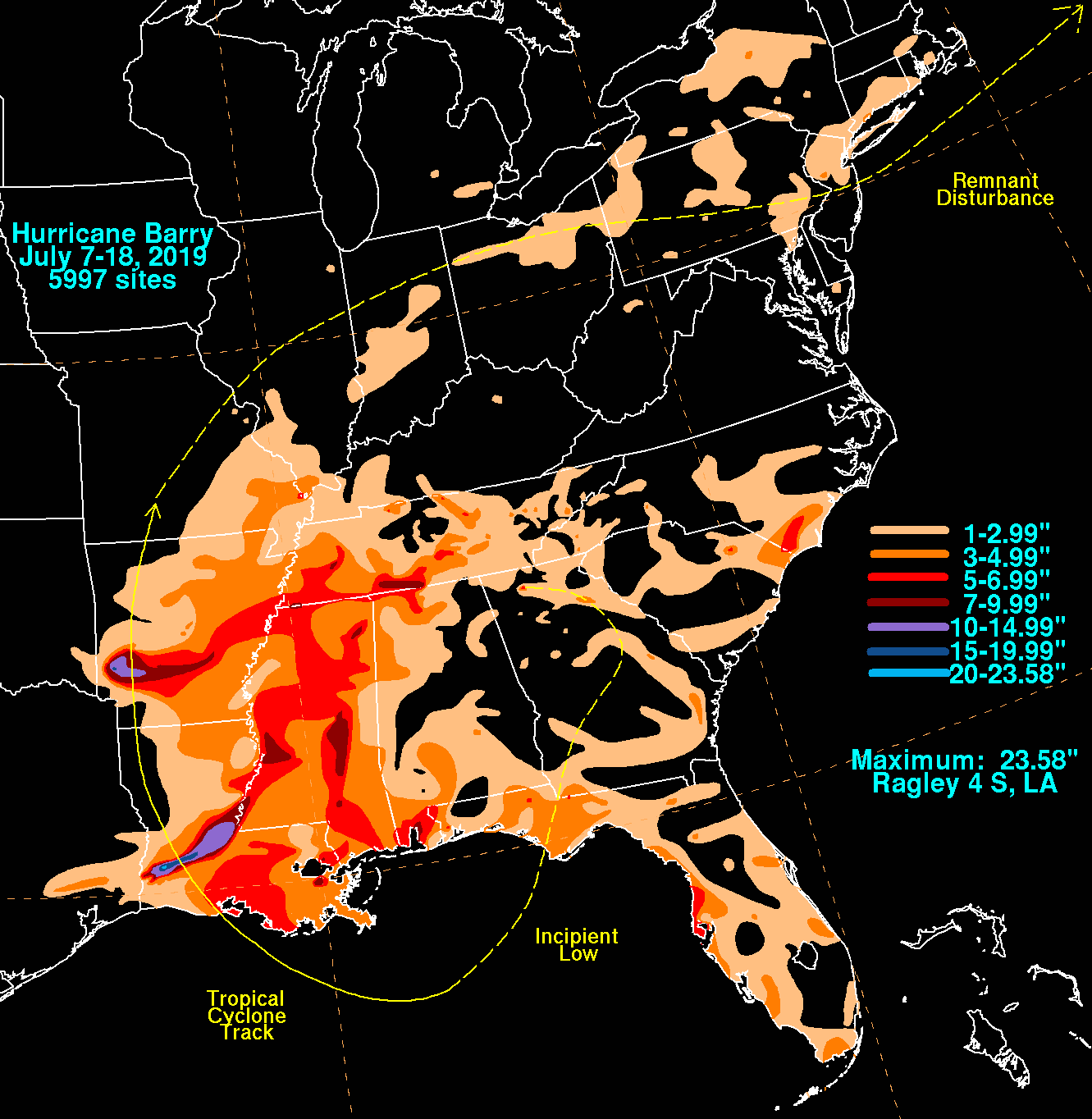
Chuva total do furacão Barry e seus remanescentes

Níveis elevados de água ocorreram desde o Panhandle da Flórida até a costa superior do Texas. As perdas econômicas totais de Barry são estimadas em $ 600 milhões (USD 2019), com seguradoras públicas e privadas pagando quase $ 300 milhão. Mais de 50.000 edifícios foram danificados ou destruídos. A maioria dessas perdas foi devido a inundações ao longo da Costa do Golfo e no Arkansas.

### Luisiana
Enquanto Barry estava em seus estágios de formação, caiu 150 to 230 mm (6 to 9 in) de chuva em toda a área de Nova Orleães, causando inundações. Uma grande tempestade inundou as ruas e empresas ao longo de um período de seis horas na manhã de 10 de julho. Partes do French Quarter foram inundadas e o transporte público foi interrompido. Os impactos foram exacerbados por um rio Mississippi elevado em meio a um período prolongado, excedendo o estágio de inundação. As autoridades declararam uma emergência de inundação repentina em Nova Orleães, enquanto as ruas inundadas forçaram o fechamento de empresas e prédios do governo. Um tornado EF1 foi relatado perto de Nova Orleães em 10 de julho, quebrando várias árvores e arrancando o telhado de uma casa; este tornado causou US$ 300.000 em danos.

Furacão Barry se intensificando e atingindo a costa da Luisiana

Quando Barry atingiu a costa, produziu ventos com a força de um furacão em uma pequena área perto da costa da Luisiana. Os ventos sustentados mais fortes registados em terra foram 66 mph (106 km/h) no aeroporto regional de Acadiana em New Iberia. Na freguesia de Iberia, inúmeras árvores foram abatidas. O Hospital Dauterive perdeu energia e ambos os geradores, e teve que evacuar 60 pacientes no meio da tempestade. Por vários dias, as intensas bandas de chuva de Barry afetaram a mesma parte do centro-sul e sudoeste da Luisiana. O maior total de chuva registado ao longo do caminho de Barry foi 595 mm (23.43 in) perto de Ragley. Trombas d'água foram relatadas no Lago Pontchartrain. Um possível tornado danificou duas casas quando atingiu o bairro de Gentilly em Nova Orleães. A maior onda de tempestade na Luisiana foi de 6.13 ft (1.87 m) acima dos níveis normais de maré na Ilha Eugene na Baía de Atchafalaya. Uma estação de marés em Amerada Pass registou um 6.93 ft (2.11 m) maré alta, mas a estação vinha registando marés mais altas do que o normal devido ao grande escoamento do rio Mississippi. Na margem sul do Lago Pontchartrain, a tempestade atingiu 4.3 ft (1.3 m). As inundações ocorreram nas margens do rio Atchafalaya na cidade de Morgan. O Lower Dularge East Levee na Paróquia de Terrebonne foi coberto, solicitando uma evacuação obrigatória para as áreas próximas. Na tarde de 12 de julho, Luisiana Highway 1 ao sul de Golden Meadow foi fechada depois que a água do mar começou a inundar partes da estrada, cortando o acesso a Grand Isle e Port Fourchon.

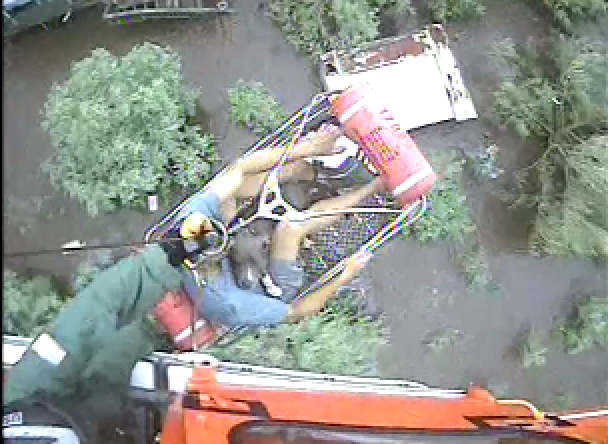
Um helicóptero de resgate da Guarda Costeira perto de Terrebonne Parish, Luisiana

Um total de 153.000 clientes perderam energia na Luisiana. Linhas de energia derrubadas por árvores caídas na área de Metairie cortaram a energia para 5.140 consumidores de eletricidade na área metropolitana de Nova Orleães. As quedas de energia mais generalizadas ocorreram onde as velocidades do vento eram mais altas em Lafourche Parish e Terrebonne Parish, bem como no leste de Baton Rouge; mais de 39.000 perdeu energia nessas áreas. Todos os consumidores de eletricidade em Grand Isle perderam energia, e um total de 4.300 os clientes foram afetados por quedas de energia quando as bandas de chuva iniciais de Barry varreram a costa da Luisiana. A forte chuva da tempestade fez com que os Rolling Stones adiassem seu show de 14 de julho no Superdome para o dia seguinte.

### Mississippi, Alabama e Flórida
Cinco pessoas foram resgatadas 37 km (23 mi) sudoeste de Gulfport, Mississippi, depois que seu navio encalhou. Em 14 de julho, um breve tornado EF0 no condado de Forrest danificou alguns galhos de árvore em sua 0.77 km (0.48 mi) caminho. Um alerta de tornado foi emitido para o condado de Jackson, embora nenhum tornado tenha sido registado no condado. Chuvas fortes ocorreram no sudoeste do Mississippi, e uma quantidade de chuva de 338 mm (13.30 in) perto de Pass Christian. As chuvas inundaram estradas próximas à costa, em conjunto com as marés altas. O furacão Barry produziu um 3 ft (0.91 m) tempestade em Bay St. Louis, Mississippi. As enchentes inundaram partes do Beach Boulevard em Pascagoula, e fecharam estradas na área de Biloxi. Em West Jackson, uma enchente inundou um carro e várias ruas em 14 de julho, causando US $ 20.000 em danos. Dez estradas foram fechadas devido a enchentes no condado de Newton. Em Petal, Mississippi, mais de 2 ft (0.61 m) de estradas cobertas de água, levando ao fechamento de estradas. Ventos fortes e solos saturados levaram à queda de árvores. Em Leesdale, perto da rodovia US 84, rajadas de vento de até 97 km/h (60 mph) derrubou árvores, bloqueando estradas e cruzamentos. As fortes tempestades das bandas de chuva de Barry causaram danos generalizados a árvores em todo o condado de Adams, causando US $ 10.000 em danos.
As bandas de chuva externas de Barry causaram fortes chuvas no sul do Alabama, chegando a 212 mm (8.36 in) perto de Fairhope. No condado de Mobile, várias estradas ficaram submersas devido às inundações costeiras. Chuvas torrenciais sobrecarregaram os sistemas de esgoto da cidade, com mais de 80.000 Galões americanos (300.000 L) de água derramando nas ruas. A tempestade forçou o fechamento de praias populares, incluindo as de Orange Beach e Gulf Shores. No sul do Alabama, rajadas de vento atingiram 116 km/h (72 mph) na Ilha do Pinto. Cerca de 2.8 ft (0.85 m) de onda de tempestade foi relatada na costa do Alabama. As águas das enchentes costeiras atingiram vários metros de profundidade em alguns locais, causando erosão da praia e deixando para trás 3 ft (0.91 m) de areia em Bienville Boulevard na Ilha Dauphin. As enchentes fecharam as faixas da ponte Cochrane – Africatown EUA em Mobile.
A perturbação precursora de Barry causou fortes tempestades em grande parte da Flórida. Numerosas árvores foram derrubadas devido a ventos fortes de downbursts. Em Garden City, uma árvore foi derrubada na Interestadual 295 em uma micro- explosão. Ao longo do Panhandle da Flórida, as praias alertavam o público para ficar fora da água a fim de evitar correntes marítimas e condições perigosas de natação; no entanto, ainda havia muitas chamadas de nadadores em perigo. Em Panama City Beach, várias pessoas formaram uma corrente humana em um esforço para salvar os nadadores que foram pegos em uma correnteza causada pela tempestade. As autoridades realizaram 38 resgates na água. Um homem de 67 anos se afogou nas águas. A grande circulação de Barry produziu rajadas de vento com força de vendaval ao longo da costa do Golfo, no extremo leste de Panama City Beach, que registou rajadas de 66 km/h (41 mph).

### Arkansas

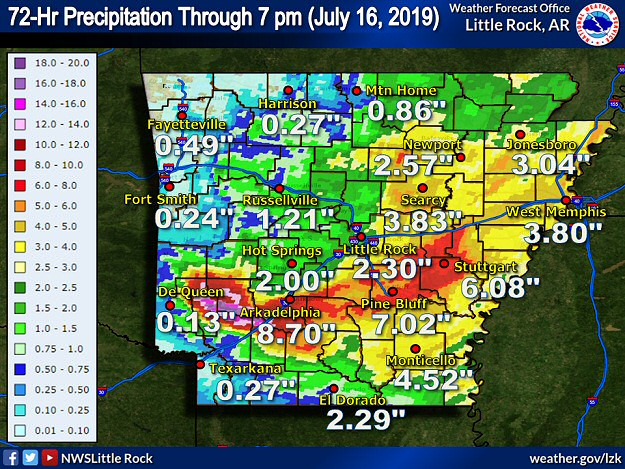
Chuva de 72 horas com o furacão Barry no Arkansas

Seguindo até 200 mm (8 in) de chuva, o Serviço Nacional de Meteorologia emitiu uma rara emergência de inundação repentina às 5 da manhã CDT em 16 de julho, para os condados do sul de Pike e do sul de Clark. Mais tarde, resgates de água e estradas destruídas foram relatados nos condados de Hempstead, Howard e Nevada fazendo com que uma emergência de inundação repentina fosse emitida para esses condados também. Pelo menos 13 resgates em águas altas foram realizados em todo o estado. O condado de Howard sofreu as enchentes mais significativas e generalizadas, com pelo menos 30-40 estruturas danificadas por enchentes. Numerosas estradas e pontes foram destruídas nos condados de Hempstead e Nevada, incluindo rodovias estaduais e americanas. No condado de Hempstead, 20 estradas foram destruídas ou danificadas. Uma parte da Interestadual 30 foi fechada no condado de Clark devido a enchentes. A Clark County Humane Society em Arkadelphia foi inundada por enchentes, matando um cachorrinho. Posteriormente, os animais restantes foram resgatados. Uma mulher foi resgatada de uma enchente rápida na mesma área. Em Nashville, o prédio do departamento de polícia e a prisão do condado foram danificados por uma enchente repentina e os presos tiveram que ser evacuados. Várias estradas ficaram submersas e fechadas na cidade. Uma parte da Rodovia 29 do Arkansas foi inundada no Condado de Pike. Numerosos carros foram inundados e varridos em Dierks, junto com danos causados por enchentes a muitos edifícios e a perda de mais de 200 cabeças de gado. Um total de precipitação de 421 mm (16.59 in) foi registado perto da cidade, tornando Barry o ciclone tropical mais humido da história do estado.

### Em outro lugar
No Texas, rajadas de vento atingiram 90 km/h (56 mph) em Sabine Pass. Um pico de precipitação de 117 mm (4.61 in) foi gravado em Beaumont. No Missouri, um pico de precipitação de 136 mm (5.35 in) foi registado em Poplar Bluff, e no Tennessee, um valor máximo de 155 mm (6.09 in) foi gravado perto de Cookeville. Mais de 60 mm (2.4 in) de chuva caiu em Toronto, Canadá, em 17 de julho, quando o ciclone pós-tropical se moveu ao sul da área, resultando em uma inundação repentina no nível da rua e no bloqueio de uma rampa para a Rodovia Ontário 401, onde vários carros ficaram submersos. A cidade registou seu maior total de precipitação diária no mês de julho desde 2013. As tempestades também produziram uma nuvem em funil em Oro-Medonte. Em Indianápolis, Indiana, mais de uma polegada de chuva foi registada. No nordeste dos Estados Unidos, Barry agravou uma onda de calor devido à massa de ar tropical que trouxe consigo. A humidade remanescente de Barry trouxe fortes tempestades para a região de 16 a 17 de julho, causando árvores derrubadas e cortes de energia. Árvores foram derrubadas e cortes de energia ocorreram em Ewing, New Jersey. Uma parte da Garden State Parkway foi fechada brevemente devido a uma enchente. Roma, Nova York, recebeu mais de 76 mm (3 in) de chuva. Em 17 de julho, duas pessoas ficaram feridas em Lancaster, Pensilvânia, devido a fortes ventos. No geral, 160.000 clientes perderam energia devido às tempestades no meio do Atlântico e na Nova Inglaterra.

## Rescaldo

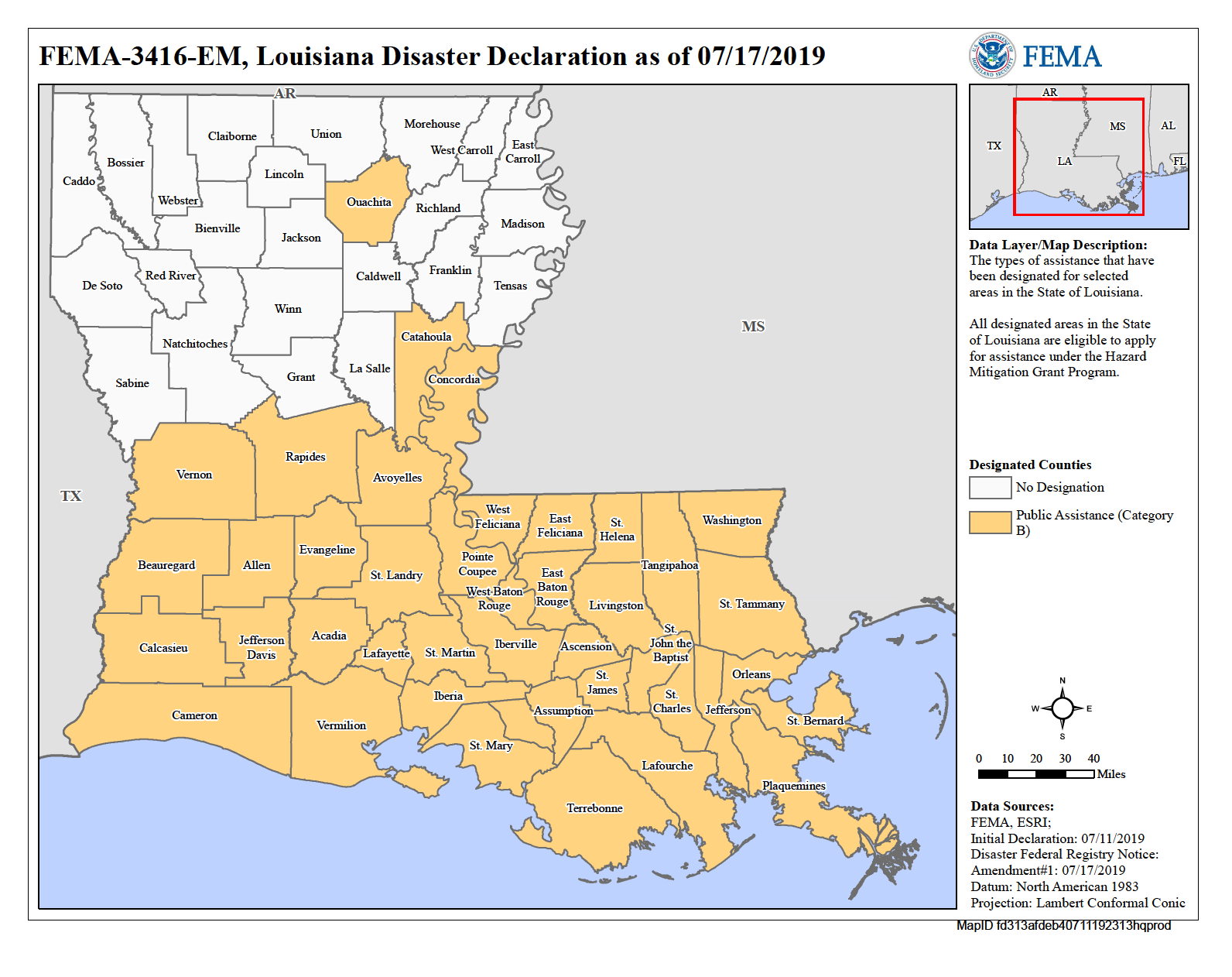
Paróquias em Luisiana (bege) que receberam assistência federal da FEMA

Imediatamente após a tempestade, enchentes e ondas de tempestade levaram animais selvagens para as casas das pessoas. Na paróquia de St. Tammany, um grande covil de cobras entrou nas casas e propriedades das pessoas. Um vídeo compartilhado nas redes sociais mostrou um crocodilo entrando em uma casa em Livingston Parish. O governador da Luisiana, John Bel Edwards, viajou para a costa da Luisiana em 15 de julho para inspecionar os danos da tempestade. Ele visitou Myrtle Grove, perto de Port Sulphur, onde estradas foram danificadas por enchentes. O governador disse posteriormente em uma entrevista coletiva que a tempestade não foi tão forte quanto inicialmente previsto, mas pediu aos moradores que se preparassem para as próximas tempestades. O prefeito de Houston, Sylvester Turner, ligou para a prefeita de Nova Orleães, LaToya Cantrell, e ofereceu doações às áreas afetadas por meio do Houston Relief Hub. No entanto, Cantrell disse que sua cidade de Nova Orleães estava "além da sorte" e estava pronta para ajudar outras paróquias que foram mais atingidas. Muitas plataformas de petróleo e empresas de perfuração no norte do Golfo do México foram fortemente afetadas pela tempestade. O Bureau de Segurança e Fiscalização Ambiental afirmou que Barry causou o fechamento de quase 73% da produção de petróleo bruto no Golfo em 15 de julho, dois dias depois que a tempestade atingiu o continente. Cerca de 62% da produção de gás natural também foi encerrada.
De 25 de julho a 8 de agosto, a FEMA, junto com os governos estaduais e locais, conduziu Avaliações Preliminares de Danos na Luisiana. Em 14 de agosto, o governador John Bel Edwards solicitou uma declaração de grande desastre pós-tempestade para sete paróquias, que o presidente Donald Trump concedeu em 27 de agosto. No mesmo dia, o governador John Bel Edwards anunciou que o Gabinete de Segurança Interna e Preparação para Emergências do Governador e a FEMA concluíram recentemente as avaliações de danos nas áreas afetadas. O custo total para assistência pública custa um pouco mais de $ 16 milhões na Luisiana.